# Front (Itália)
Front é uma comuna italiana da região do Piemonte, província de Turim, com cerca de 1.626 habitantes. Estende-se por uma área de 10 km², tendo uma densidade populacional de 163 hab/km². Faz fronteira com Busano, Favria, Vauda Canavese, Oglianico, San Carlo Canavese, Rivarossa, San Francesco al Campo.

## Demografia
| Variação demográfica do município entre 1861 e 2011                               |
|                                                                                   |
| Fonte: Istituto Nazionale di Statistica (ISTAT) - Elaboração gráfica da Wikipedia |